# Reinhard Seiß
Reinhard Seiß (* 7. Mai 1970 in Steyr, Oberösterreich) ist ein österreichischer Stadtplaner, Filmemacher und Publizist.

## Leben
Seiß studierte Raumplanung und Raumordnung an der Technischen Universität Wien (Dr. techn.) und arbeitet als freier Planer und Berater, Fachpublizist und Filmemacher in Wien. Er schreibt für namhafte überregionale Medien und hat 2007 mit seinem kritischen Buch Wer baut Wien? breite Aufmerksamkeit gefunden. 2014 legte er ein Buch über die Wohnbauten von Architekt Harry Glück vor. Reinhard Seiß produziert Dokumentarfilme und Hörfunkbeiträge zu urbanistischen Themen und hat unter anderem einen Film über Leben und Werk des serbischen Architekten und Literaten Bogdan Bogdanović sowie ein Porträt vorbildlicher österreichischer Wohnbauten gestaltet. In seiner mehrstündigen Dokumentation Der automobile Mensch von 2024 thematisiert er den Zusammenhang von Autoverkehr, Klimawandel, Bodenverbrauch, Stadt- und Siedlungsentwicklung anhand von positiven wie negativen Beispielen aus dem gesamten deutschen Sprachraum. Seiß unterrichtet an in- und ausländischen Universitäten und ist Mitglied der Deutschen Akademie für Städtebau und Landesplanung.
Weitere Mitgliedschaften:
- Beirat für Baukultur im österreichischen Bundeskanzleramt[2]
- Plattform Baukultur[3]
- Architekturforum Oberösterreich[4]
- Landluft – Verein zur Förderung der Baukultur in ländlichen Räumen.

## Buchpublikationen
- Reinhard Seiß: Harry Glück. Wohnbauten. Müry Salzmann Verlag, 2014/2024, ISBN 978-3-99014-094-9
- Reinhard Seiß: Wer baut Wien? Verlag Anton Pustet, 2007/2013, ISBN 978-3-7025-0538-7

## Filme
- Der automobile Mensch. Irrwege einer Gesellschaft und mögliche Auswege. URBAN+, 2024.
- Häuser für Menschen. Humaner Wohnbau in Österreich. Müry Salzmann Verlag, 2013.
- Architektur der Erinnerung. Die Denkmäler des Bogdan Bogdanović. Verlag Anton Pustet, 2008.